# Zerninsee
Koordinaten: 53° 53′ 57,8″ N, 14° 11′ 45,2″ O

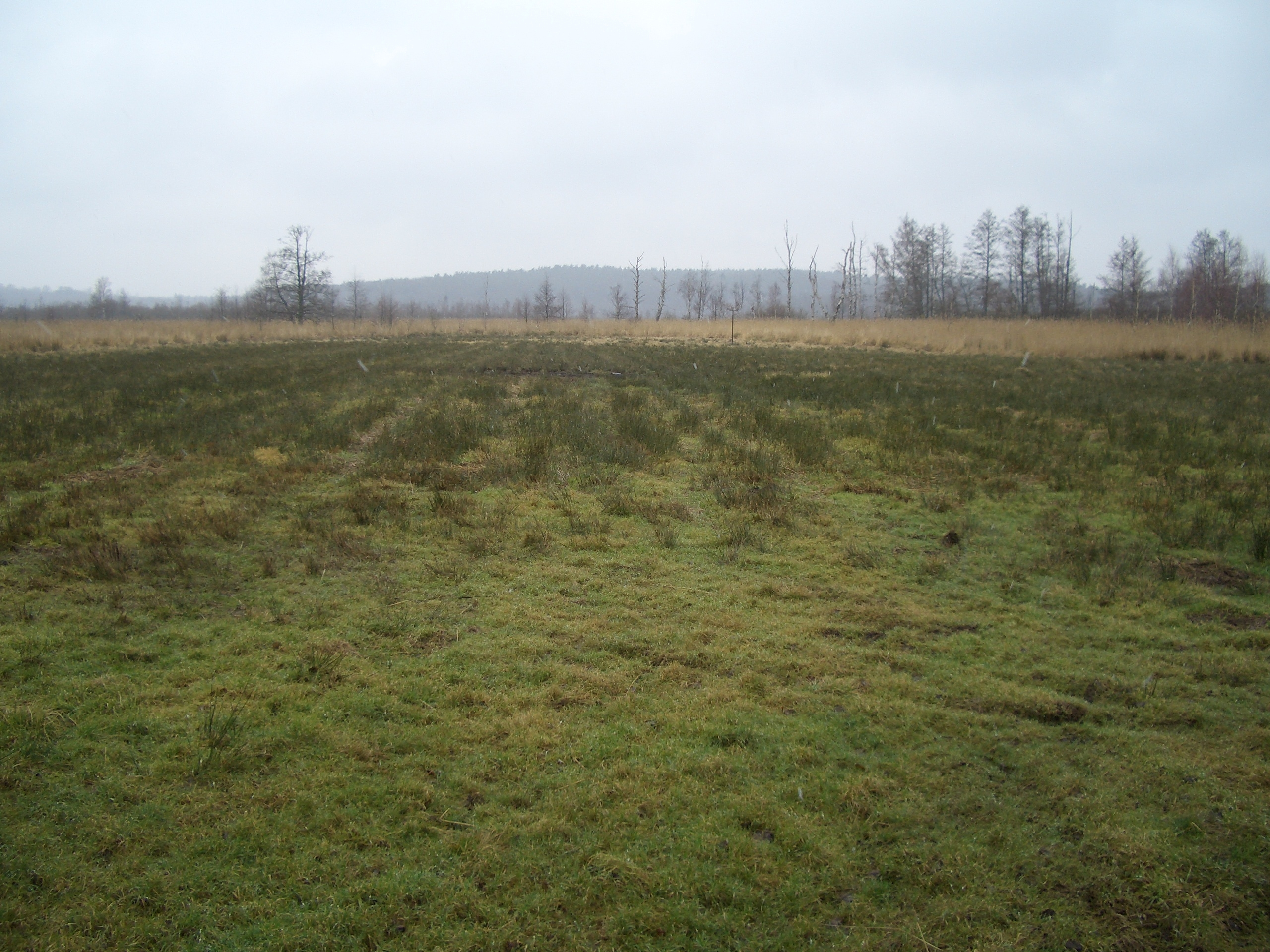
Verlandeter Zerninsee

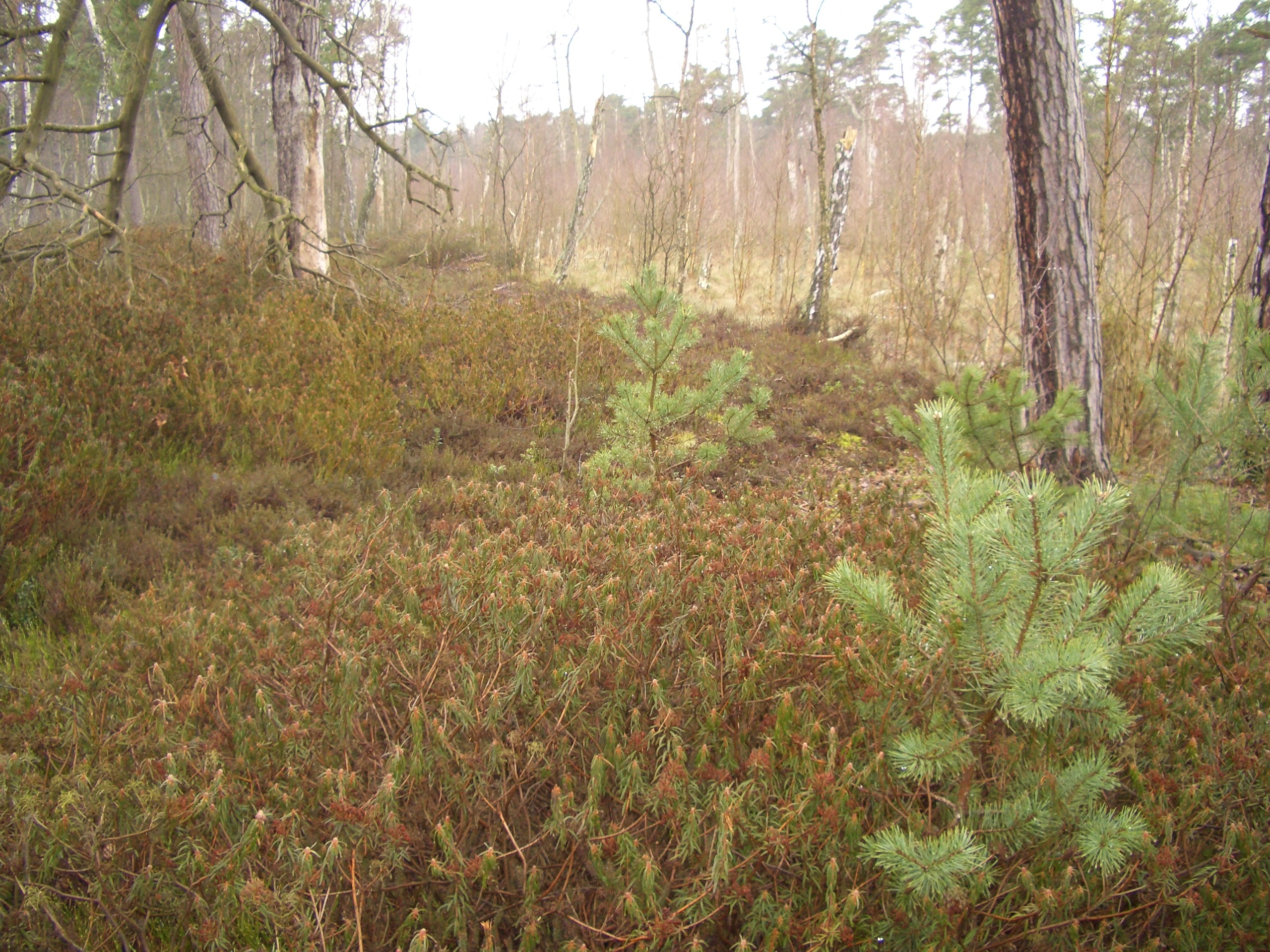
Hochmoorkomplex im Swinemoor

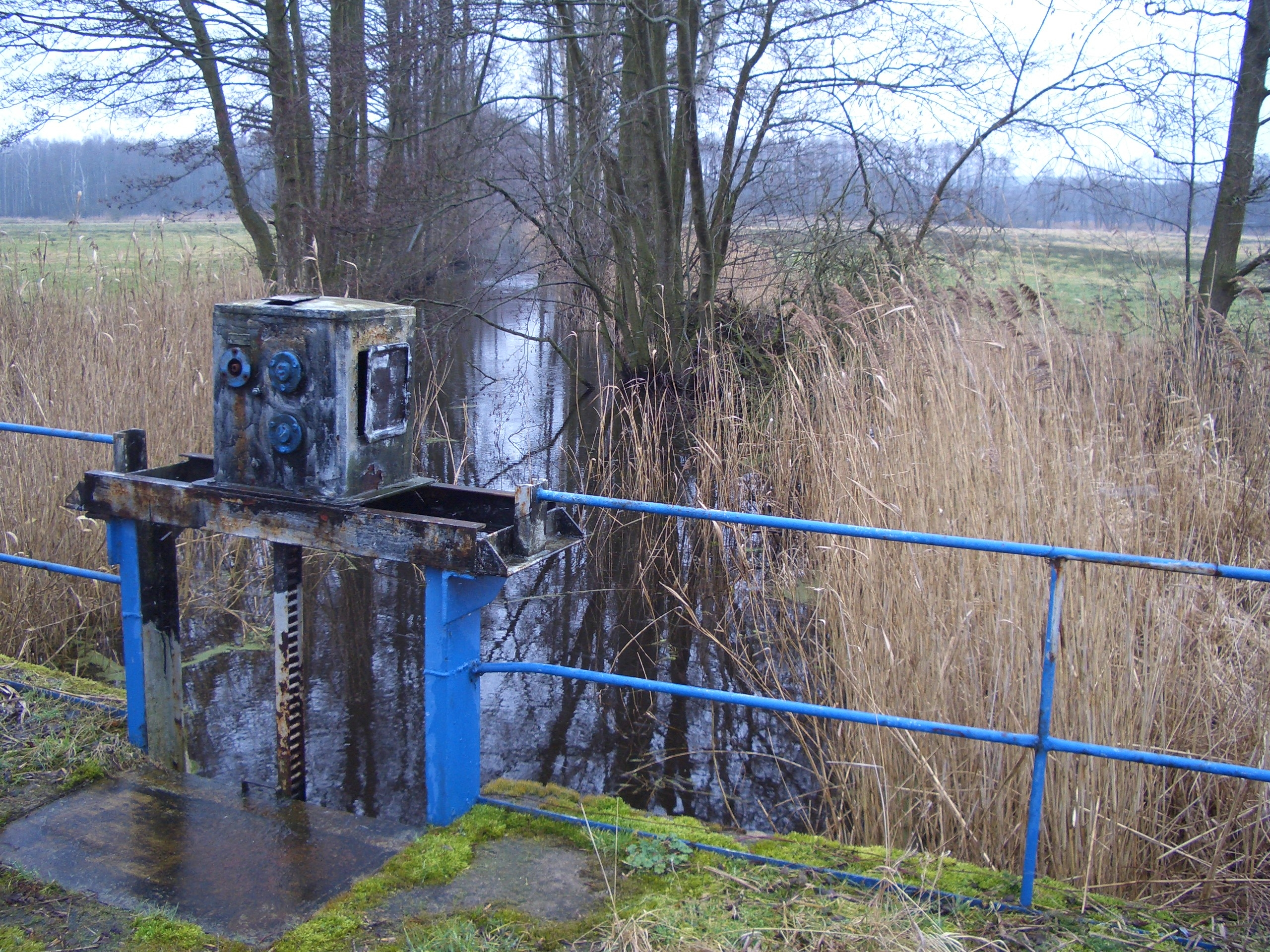
Entwässerungsgraben und Staubauwerk

Der Zerninsee ist ein verlandeter See im Osten der Insel Usedom auf der Gemarkung von Garz. Als Niedermoor gehört er heute zum Naturschutzgebiet Zerninseesenke und Swinemoor. Der See erhielt seinen Namen von dem zwischen 1277 und 1468 an seinem Westufer urkundlich belegten Ort Sennin. Die Zerninseesenke befindet sich nördlich der Bundesstraße 110 unmittelbar an der Grenze zu Polen. Südlich des Gebietes befindet sich mit dem Golm die höchste Erhebung der Insel.

## Geschichte
Der Zerninsee entstand nach der letzten Eiszeit in einem Gletscherzungenbecken, das im Norden, Westen und Süden von Moränen umgeben ist. Die ursprünglich bestehende Verbindung zur Swine wurde durch Dünenbildung getrennt. Östlich des Sees bildete sich ein bis zwei Meter mächtiges Hochmoor, das Swinemoor.
Um 1842 wurde damit begonnen, das Hochmoor durch den Bau von Entwässerungsgräben trockenzulegen, um so neue landwirtschaftlich nutzbare Flächen zu gewinnen. Infolgedessen begann der Zerninsee zu verlanden. Im Jahr 1916 stufte die Regierung der Provinz Pommern den See als erhaltungswürdig ein. Wegen des Vorkommens seltener Vogelarten an den Ufern des Sees wurde er ab 1922 wie ein Vogelschutzgebiet behandelt. Das änderte sich jedoch 1936. Mittels eines durch den Reichsarbeitsdienst um den See angelegten Ringgrabens wurde versucht, dem See weiteres Nutzland abzuringen, um die Nahrungsmittelversorgung der Bevölkerung in Kriegszeiten zu verbessern. Das Wasser wurde über den Torfgraben ins Stettiner Haff abgeleitet. Der See verlandete weiter. Das Swinemoor war zu dieser Zeit bereits weitgehend bewaldet. Das Unternehmen verfehlte jedoch sein Ziel und wurde schließlich aufgegeben.

## Naturschutzgebiet
Die Ornithologen Paul Robien und Ulrich Dunkel bemühten sich zu dieser Zeit darum, das Gebiet unter Naturschutz stellen zu lassen. Nachdem bereits 1925 der Peenemünder Haken zum Naturschutzgebiet erklärt worden war, folgte 1938 der Zerninsee mit seinen Uferbereichen auf einer Fläche von insgesamt 145 Hektar. Das Swinemoor stand allerdings nicht unter Schutz. Hier dezimierten die sinkenden Wasserstände die Moorflora. Als 1945 die Grenze zwischen Deutschland und Polen auf der Insel Usedom gezogen wurde, war der Zerninsee schon größtenteils verlandet. Die heute noch nahe der B 110 vorhandene Wasserfläche ist das Restloch eines Kiesabbaus. 1963 hob die Regierung der DDR den Status als Naturschutzgebiet auf. Ab Mitte der 1960er Jahre wurde erneut versucht, das Moorgebiet mittels Schwimmpumpen und der Vertiefung vorhandener und der Herstellung weiterer Abwassergräben 1980 trockenzulegen. Dauerhaft konnte dieser Zustand allerdings nicht gehalten werden, die Bewaldung des Hochmoores schritt dadurch schneller voran.
1995 wurde ein einschließlich des Swinemoores 375 Hektar großes Areal wieder unter Naturschutz gestellt. Durch Erhöhung des Wasserstandes soll der Erhalt des Moores gewährleistet werden. Mittlerweile befindet sich hier das größte lebende Hochmoor Usedoms. Der aktuelle Gebietszustand wird als unbefriedigend eingestuft, da der Wasserhaushalt der Flächen durch stellenweise noch aktive Entwässerungsgräben gestört ist. Eine Einsichtnahme in die Fläche ist von der südlich angrenzenden Bundesstraße möglich.